# 王繢
王繢（447年—499年），字叔素，南朝宋、南朝齐官员，琅邪郡臨沂县人。南朝宋車騎将軍王彧（王景文）之子。

## 生平
王繢弱冠为秘书郎、太子舍人，转任中书舍人。泰始年間王彧获封江安县侯，王繢袭父本爵，为始平县五等男。升任秘書丞、司徒右長史。元徽末年、担任寧朔将軍、建平王劉景素属下征北長史、南東海郡太守。后来担任黄門郎，出任東陽郡太守。
萧赜担任撫軍，吏部尚书张岱选王缋为吏部長史。升任散騎常侍、驍騎将軍，出任義興郡太守。王繢将義興郡吏陳伯喜交到陽羡县獄，想要殺他。陽羡县令孔逭不知陳伯喜何罪，拒绝王繢之命。孔逭上奏御史，于是問罪王繢，以白衣领职。後转任太子中庶子，兼驍騎将軍。
王繢后来担任长史兼侍中。他信奉佛法，齐武帝萧赜出猎射雉，他称病不从驾。转任左民尚書。因母亲年老请求解职，改授宁朔将军。历任大司馬長史、淮陵郡太守，出任宣城郡太守。隆昌元年（494年），转任輔国将軍、太傅長史，没有就任。仍为冠軍将軍、豫章国内史，進号征虜将軍。因事免官。不久，受号冠軍将軍，担任司徒左長史、散騎常侍、隨王蕭宝融之師。再任征虜将軍、驃騎長史、太常。永元元年（499年），去世。享年五十三岁。諡靖子。王繢之女嫁给安陸王蕭子敬为王妃。